# Sackville River
Sackville River är ett vattendrag i Kanada.   Det ligger i provinsen Nova Scotia, i den sydöstra delen av landet, 1 000 km öster om huvudstaden Ottawa.
I omgivningarna runt Sackville River växer i huvudsak blandskog. Runt Sackville River är det mycket tätbefolkat, med 1 177 invånare per kvadratkilometer.